# Jonathan Sumption
Jonathan Philip Chadwick Sumption, né le 9 décembre 1948, connu comme Lord Sumption (titre de courtoisie octroyé par mandat royal en 2011), est un historien, homme de loi et juriste britannique.
Il est Lord-juge à la Cour suprême du Royaume-Uni de 2012 à 2018.

## Biographie
Barrister aux Brick Court Chambers, il est nommé Conseiller de la reine (QC) en 1986, puis en 2011 Lord-juge à la Cour suprême britannique. Il est aussi, depuis 2011, un des conseillers privés (PC) de Sa Majesté.
Il est juge de la cour d'appel des Îles de la Manche (Jersey et Guernesey) de 1995 à 2011, promu à plus haute fonction judiciaire britannique. 
Ancien fellow du Magdalen College à Oxford, son alma mater où il poursuit ses études en histoire, nommé B.A. en 1970, il écrit plusieurs livres de l'histoire. Élu fellow de la Royal Historical Society (FRHistS) et de la Society of Antiquaries (FSA), de plus en 1998, il est investi comme OBE. 
Lord Sumption est directeur de l'English National Opera et gouverneur de la Royal Academy of Music à Londres, aussi bien que chevalier du Tastevin en Bourgogne.
En septembre 2013, un colloque destiné à honorer son œuvre d'historien de la guerre au Moyen Âge est organisé à Berbiguières en Périgord. Les actes sont publiés en 2016 par le CNRS (laboratoire Ausonius de  Bordeaux) sous le titre Routiers et mercenaires pendant la Guerre de Cent Ans.

## Famille
Fils d'un avocat-banquier, Anthony Sumption, ancien capitaine de corvette de la RNVR, il se marie en 1978 avec Teresa née Whelan. Ils ont trois enfants, dont l'aînée est directrice du « Migration Observatory » d'Oxford.
Résidents de Greenwich à Londres, Lord et Lady Sumption depuis 1990 possèdent aussi le château de Berbiguières en France,.

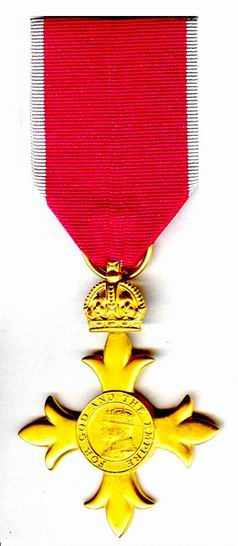
Insigne des OBE

### Œuvres
- Pilgrimage: an Image of Mediæval Religion (1975)  (ISBN 0-571-10339-1), repub. (2003) The Age of Pilgrimage: the Mediæval Journey to God  (ISBN 1-58768-025-4)
- The Albigensian Crusade (1978)  (ISBN 0-571-11064-9)
- Equality, conj. Sir Keith Joseph MP (1979)  (ISBN 0-7195-3651-0)
- The Hundred Years War I: Trial by Battle (1990)  (ISBN 0-571-13895-0); repub. (1999)  (ISBN 978-0-571-20095-5)
- The Hundred Years War II: Trial by Fire (1999)  (ISBN 0-571-13896-9); repub. (2001)  (ISBN 0-571-20737-5)
- The Hundred Years War III: Divided Houses (2009)  (ISBN 0-571-13897-7)
- The Hundred Years War IV: Cursed Kings (2015)  (ISBN 0-571-27454-4)